# Chen Ning Yang
Pour les articles homonymes, voir Yáng (楊).
Chen-Ning Franklin Yang (chinois simplifié : 杨振宁 ; chinois traditionnel : 楊振寧 ; pinyin : Yáng Zhènníng), né le 1er octobre 1922, est un physicien chinois spécialiste de physique statistique et de physique des particules. Tsung-Dao Lee et lui sont colauréats du prix Nobel de physique de 1957 pour leur travail sur la non-conservation de parité de l'interaction faible, devenant ainsi les premiers Chinois récipiendaires du prix. Il a été naturalisé citoyen des États-Unis en 1964.

## Biographie
Chen Ning Yang est né le 1er octobre 1922 à Hefei, Anhui (actuellement en République populaire de Chine) d'un père mathématicien (Yang Ko-chuen, chinois simplifié : 杨武之 ; pinyin : Yáng Wǔzhī) et d'une mère femme au foyer (Luó Mènghuà (罗孟华). C. N. Yang suivit les cours d'école primaire et de lycée à Pékin, puis déménagea en automne 1937 à Hefei avec sa famille après l'invasion japonaise de la Chine. En 1938, la famille déménagea à nouveau à Kunming, dans le Yunnan, où se trouvait l'université nationale associée du Sud-Ouest. La même année, C. N. Yang passa en tant qu'étudiant de deuxième année l'examen d'entrée dans cette université. Il reçut sa licence en 1942, son mémoire portant sur l'application de la théorie des groupes aux spectres moléculaires, sous la direction de Wu Ta-you (吴大猷). Il continua son cursus dans cette université pendant deux ans sous la supervision de Wang Zhuxi (王竹溪), son travail portant sur la mécanique statistique. En 1944, son master fut récompensé par une bourse scolaire connue sous le nom d'Indemnité des Boxers (chinois simplifié : 庚子赔款 ; chinois traditionnel : 庚子賠款 ; pinyin : Gēngzǐ péikuǎn), mise en place par le gouvernement américain sur les fonds issus des dommages payés par la Chine à la suite de la Guerre des Boxers. Son départ fut retardé d'un an, année durant laquelle il enseigna dans un collège et étudia la théorie des champs.
À partir de 1946, Chen Ning Yang étudie à l'université de Chicago avec Edward Teller. Il y reçut un doctorat en 1948 puis y resta pour un an comme assistant d'Enrico Fermi. En 1949, il partit à l'Institute for Advanced Study où il initia une période de collaboration fructueuse avec Tsung-Dao Lee, couronnée par l'obtention du prix Nobel de physique en 1957 « pour leur étude approfondie de la dénommée loi de parité qui a mené à d'importantes découvertes à propos des particules élémentaires ». En 1966, il intégra l'université d'État de New York à Stony Brook et y devient titulaire de la chaire de physique Albert-Einstein, ainsi que le premier directeur d'un tout récent institut de physique théorique qui devint par la suite le C. N. Yang Institute for Theoretical Physics. Il prit sa retraite en 1999 avec le grade de Professeur émérite. L'université lui rendit hommage en 2010 en donnant son nom à son nouveau dortoir et la même année, il fut l'invité d'honneur de son gala annuel de levée de fonds.
En 1971, Chen Ning Yang revint en Chine continentale pour la première fois depuis le dégel des relations sino-américaines, et produisit par la suite de grands efforts afin d'aider la communauté chinoise de physique à reconstruire une recherche détruite par les mouvements politiques radicaux de la Révolution culturelle. Après sa retraite de l'université d'État de New York à Stony Brook, il revint comme directeur honoraire de l'université Tsinghua à Pékin, où il est professeur Huang Jibei – Lu Kaiqun au Centre d'études avancées.

## Distinctions et récompenses
Chen Ning Yang est membre de nombreuses sociétés savantes, telles que l'American Physical Society, l'Académie pontificale des sciences, de l'Académie chinoise des sciences (中国科学院, République populaire de Chine), de l'Academia sinica (中央研究院, République de Chine (Taïwan)), de la Royal Society, etc. Il fut également distingué par des doctorats honoris causa par les universités Princeton (1958), d'État de Moscou (1992), université chinoise de Hong Kong (1997), etc.
Chen Ning Yang est récipiendaire de plusieurs récompenses, parmi lesquelles :
- prix Nobel de physique (1957)
- prix Rumford (1980)
- National Medal of Science (1986)
- médaille Oskar Klein (en) (1988)
- médaille Benjamin Franklin (1993)
- prix Bower (1994)
- médaille Albert Einstein (1995)
- prix N. Bogoliubov (1996)
- prix Lars Onsager (1999)
- prix international roi Fayçal (2001)